# موندوز (شهرستان جتی‌اغوز)
موندوز (به لاتین: Munduz) یک منطقهٔ مسکونی در قرقیزستان است که در شهرستان جتی‌اغوز واقع شده‌است. موندوز ۷۰۷ نفر جمعیت دارد.